# Фрасіну (Джурджу)
Фрасіну (рум. Frasinu) — село у повіті Джурджу в Румунії. Входить до складу комуни Беняса.
Село розташоване на відстані 45 км на південь від Бухареста, 14 км на північ від Джурджу.

## Населення
За даними перепису населення 2002 року у селі проживала 621 особа, усі — румуни. Усі жителі села рідною мовою назвали румунську.